# ماركوس كاسل
ماركوس كاسل (بالإنجليزية: Marcus Cassel)‏ هو لاعب كرة قدم أمريكية أمريكي، ولد في 6 يناير 1983 في لونغ بيتش في الولايات المتحدة، وتوفي في 17 نوفمبر 2006.